# Claude Torricini
Pour les articles homonymes, voir Torricini.
Claude Torricini est une sculptrice française née à Fort-de-France le 7 juin 1930 et morte à Paris le 15 février 2025.

## Biographie
Claude Torricini est née en 1930 à Fort-de-France et travaille à Paris.

## Œuvres
De la statue monumentale en bronze ou en granit à la petite figurine en bois ou en argile, Claude Torricini crée des œuvres dans un style épuré d'une grande poésie. Elle utilise aussi bien la technique du bas-relief que du modelage. Ses créations animalières ont souvent une destination environnementale et sont exposées dans les espaces verts et les places publiques. Sa « fontaine à boire grenouille » est installée dans le quartier de La Défense, à Puteaux.